# IDEF3

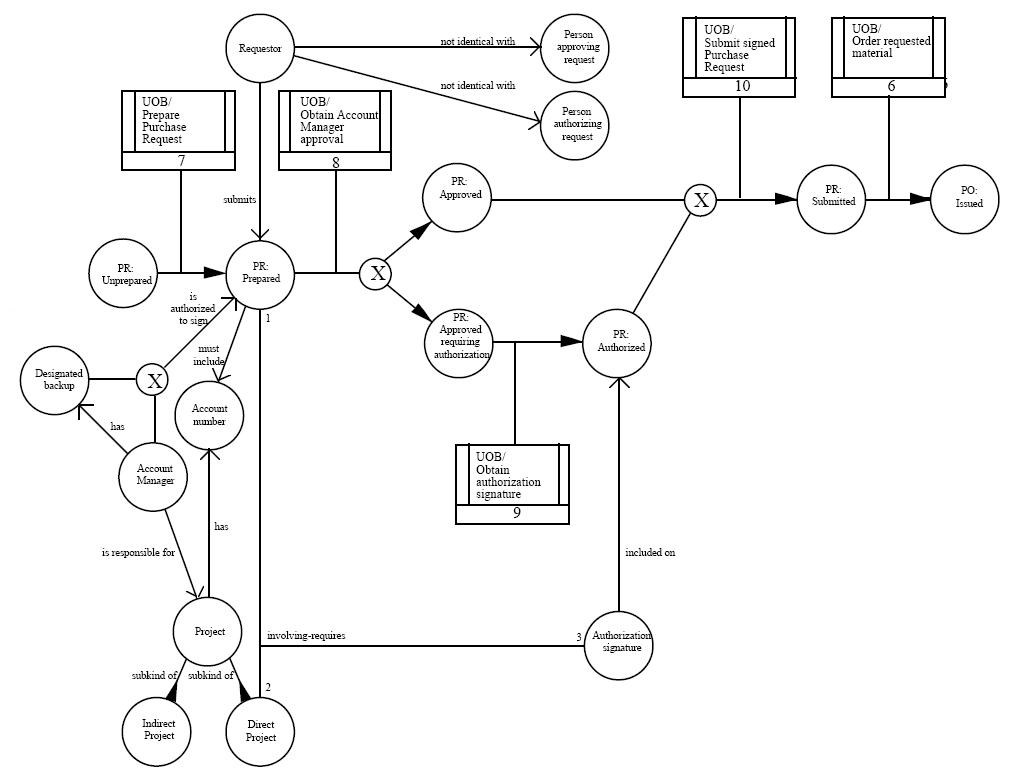
IDEF3でモデル化された、拡張遷移図。

IDEF3（プロセス記述の統合定義手法）は、IDEF0を補完するプロセス・モデリング (Process modeling)手法である。IDEF3手法は、どのように特定のシステムが動作するかについての知識を獲得することを意図した、シナリオ・ベースのプロセス・フロー記述獲得手法である。
IDEF3手法は、下記の2つを表現するモードを提供している：
- ある特定のシナリオの文脈内で、行動間の関係を獲得する、プロセス・フロー記述。
- 許され得る状態と条件を記述する、オブジェクト状態遷移。

この手法は、システム工学 (Systems engineering)やソフトウエア工学 (Software engineering)分野のモデリング言語 (Modeling language)のIDEFファミリ手法の一部である。

## 全貌
世界の記述に使われる主なメカニズムの1つは、出来事または活動の順序だったシーケンス(Sequence)での物語に関係している。IDEF3プロセス記述獲得手法は、状況あるいは事業プロセス (Business process)を記述する共通のメカニズムを配慮した、活動のシーケンス (Sequence)の記述を獲得するため創られた。IDEF3の主な目標は、ドメイン・エキスパート(Domain_expert)が特定システムまたは組織の運用についての知識 (Knowledge)を表現できる、構造化された方法を提供することである。知識獲得 (Knowledge acquisition)は、獲得するための最も自然な形式で、実世界のプロセスや出来事についての見方を直接獲得することによって可能にされる。IDEF3は、プロセス知識獲得のための信頼されかつ良く構造化されたアプローチで、情報獲得 (Information_capture)のための表現豊かで、使い易くて、そして表現を提供することにより、この種の知識獲得を支援する。
IDEF3の開発動機は、以下を必要とする：
- 事業システム・モデリング のプロセスをスピードアップする、
- このデータ・ライフサイクル情報を記述するメカニズムを提供する、
- 自動化されたツールによりプロジェクト管理 (Project management)を支援する、
- システム要求 (System requirements)を構築するための概念、構文、および手順を提供する、
- 異なった集中の領域を取扱うその他の手法（例えば、IDEFファミリ手法への補完的追加としてIDEF0機能モデリング手法）との独立性と連結性の両方で良く働く。

## 歴史
当初のIDEFは、1970年代中頃から、彼らの既存システムがどのように統合されるかを意思決定するのに必要な人々の間でのコミュニケーションを強化するため開発された。IDEF0は、機能分割の過程と機能間の関係の分類化（すなわち、入力、出力、制約、及び機構の分類）を経てシステムの機能を記述を優しく拡張することを可能にするため設計された。IDEF1は、組織が、その目的を達成するため重要であると認める情報の記述を可能にするため設計された。
3番目のIDEF（IDEF2)は、当初ユーザー・インタフェース・モデリング手法を意図した。しかしながら、ICAM (Integrated Computer-Aided Manufacturing)プログラムは、シミュレーションのモデリング・ツールを必要として、結果としてIDEF2が、数学モデル・ベース・シミュレーションの仕様のためのフレームワークを提供する、製造におけるシステム資源の時系列的振舞を表現する1つの手法となった。この状況を正したいとのICAM内の手法論プログラムの意図があったが、それをすることを許さない資金的限界があった。結果として、システムの構造的なユーザー・ビュー (User_view)の記述の支援する手法の不足が、IDEFシステムの大きな欠点となった。手法論的視点からの基本的問題は、（既存または提案の）システムが何をすると想定するかの記述と、システムが何を行うかを予測するシミュレーション・モデルの表現を区別することである。その後者がIDEF2の焦点であり、前者がIDEF3の焦点である。

## IDEF3 基本概念

### 記述とモデル

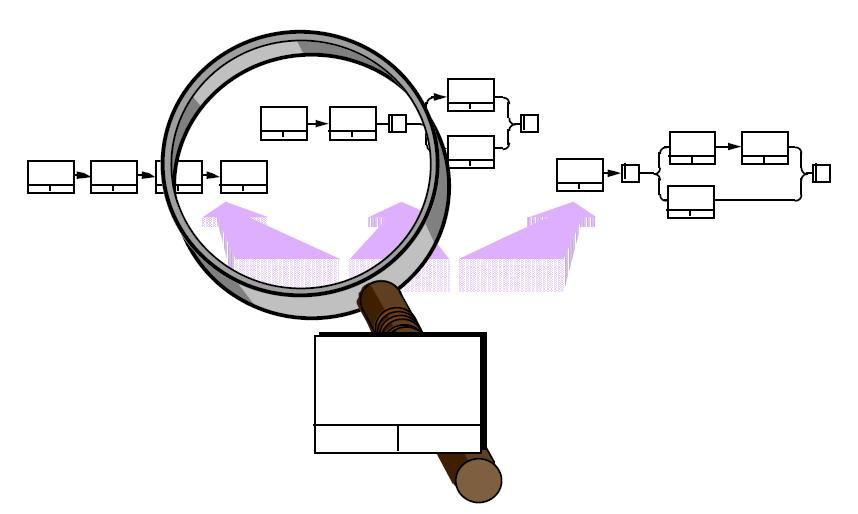
IDEF3は、同じプロセスの記述をそのプロセスの複数の視点 (viewpoint)からの記述の代替を提供することを求める。

記述 (description)とモデル (model)との区別は、微妙であるが、IDEF3でのそれは重要であり、両方とも正確な技術的意味を持っている。
- 用語記述は、経験的観察に記録を意味する予備的技術用語として使われる。すなわち、その起源または観察または経験に基づく知識記録の記述である。
- 用語モデルは、エンティティまたは問題の状態の理想化を意味して使われる。すなわち、1つのモデルは、与えられた実世界のシステムの特徴を、ある特定の適切な観点で、模倣するよう意図された、オブジェクト、特性、及び関係の理想化されたシステムを構成する。摩擦のない飛行機、完全に堅牢な本体、視点重量の想定、その他がモデルの代表的な例である。

モデルの力は、それが表す実世界のシステムを単純化し、そしてモデル内で対応する事実の長所によってそのシステムについてある特定の事実を予測するその能力からくる。そこでモデルは、それ自身の権利で設計されたシステムです。モデルは、正しくないことと知られる理想化されたシステムであるが、ドメイン内であらかじめ定義された関心の領域のための信頼できる予測要素を提供するのに十分近いと考えられる。その一方で記述は、個人の知識または経験の領域内での何かについて事実または信念の記録である。そのような記述は一般的に不完全である；すなわち、記述を与える人が、彼や彼女が無関係であると信じる、あるいはシステムを記述する成り行きで忘れた、事実を省略するかもしれない。記述はまた、他の人がそのドメイン内の観察した状況と矛盾しているかもしれない。IDEF3は、同じシナリオまたはプロセスの代わりの記述を獲得しあ押して組織化することを可能にする特定の機能を提供することで、これらの可能性を受け入れている。図を参照のこと。

### 記述獲得

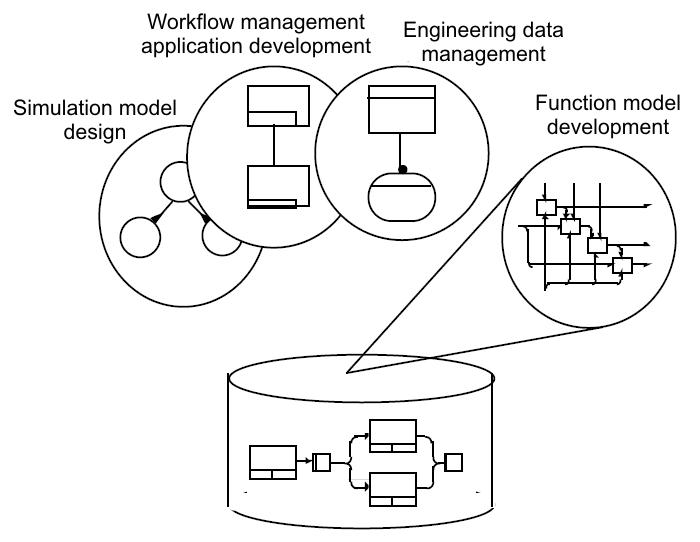
IDEFは、記述獲得に焦点を当て、再利用を可能にする。

モデリングは、矛盾したあるいは一貫性のないビューを解決する記述獲得の背後に付加的ステップを踏むことを必要とする。これは順番に、一般的にモデラーに、1つの視点を選ばせるか生成させることと、直接の知識または経験を利用できないところでのギャップを埋めるため人工的近似モデリングを導入することを要求する。モデルとは違い、記述は、単純に正確性を不足しても、満たされなければならない、理想化、テスト可能条件によって制約されない。
記述獲得の目的は、プロセス知識を単純に記録しコミュニケートし、あるいは人々がどのように主要プロセスが実際に運営されるかを理解する過程で、一貫性のない点を識別することかもしれない。記述獲得手法を使うことによって、ユーザーは、実行可能なモデルを作り出すことを強いる慣習（例えば、正確さ、内部の整合性、論理的一貫性、非冗長性、完全性などを確かめる慣習）を学びかつ適用することを必要としない。ユーザにモデルを強制することは、彼らに、彼らのドメインでの経験的知識を正確に獲得することなく、モデル設計の観点とモデルを生成するリスクを採らせることを要求する。

### シナリオ
シナリオまたは物語の概念は、IDEF3プロセス記述のための構造の基本的組織として使われる。1つのシナリオは、組織またはシステム、あるいはプロセスが起こるところでの設定によって取扱われる問題の典型的クラスを記述する状況のセットを、再発する状況と考えることができる。シナリオは、記述の焦点と境界条件を確立する。このようにシナリオを使うことは、彼らが、与えられたシナリオまたは状況の文脈で行動の順序だったシーケンスに関して知っていることを記述する人間の傾向を利用する。シナリオはまた、プロセス中心知識の集合体を組織化するため都合の良い道具を提供する。

### プロセス中心ビュー
IDEF3のプロセス図は、プロセス中心の知識を獲得し、管理し、そして表示する主要な手段である。これらの図は、異なるアプリケーション領域からのドメイン・エキスパートや分析者がプロセスについての知識をコミュニケーションするのを助ける図式媒体を提供する。これは、出来事や活動についての知識、それらの出現に参加するオブジェクト、及び出現の振る舞いを統治する制約関係を含む。

### オブジェクト中心ビュー
IDEF3のオブジェクト図は、プロセスのオブジェクト中心の記述を獲得し、管理し、そして表示する。すなわち、どのように様々な種類のオブジェクトが、プロセスを通して他の種類のものに遷移するか、どのように与えられた種類のオブジェクトがプロセス、あるいは1つのプロセスでのオブジェクト間の重要な関係についての文脈設定情報を通して状態を変えるかについての情報。

## IDEF3 プロセス記述言語
IDEF3記述は、2つの異なった観点：プロセス中心とオブジェクト中心、から開発される。これらのアプローチは、相互に排他的ではなく、IDEF3は、複雑なプロセス記述を表現するため、それらの間のクロス参照を可能にする。

### プロセス図
プロセス図は、最も馴染みやすさと、幅広く利用されるIDEF3手法の構成要素を意図する。これらの図は、シナリオのプロセス中心記述のための可視化メカニズムを提供する。図画要素は、振舞の単位（UOB）ボックス、前後関係リンク、結合子（ジャンクション）、参照子（レファレント）、及び注釈（ノート）を含む。構築ブロックは以下の通りである：
- 振る舞いの単位(UOB)ボックス

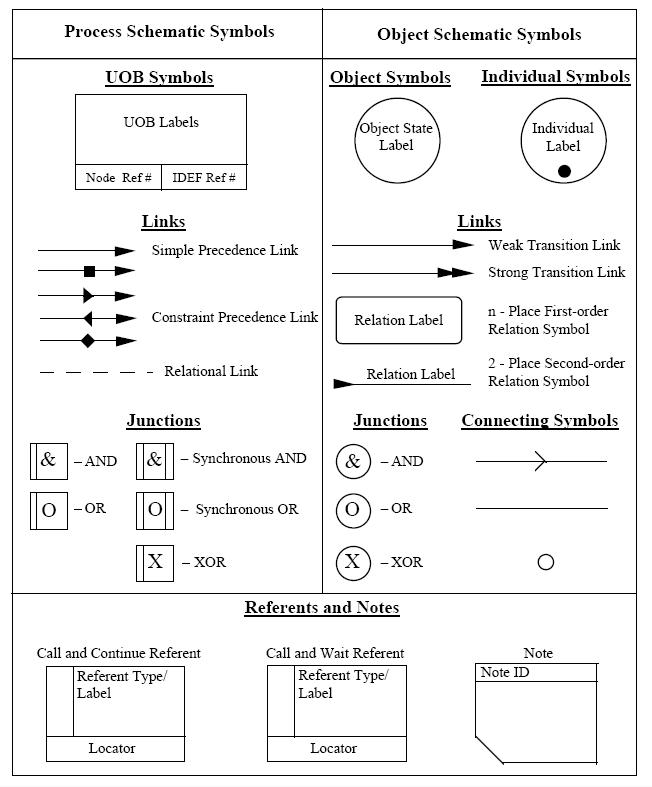
IDEF3プロセス記述図のため使われる記号。

- リンク：リンクは、動的プロセスを表現するため、UOBボックスを接続する接着剤である。
- 単純な順序リンク：順序リンクは一時的な一つのUOBと他のそれらとの間の順序関係を表す。
- 活性化プロット：活性化プロットは、活性化を表現するため使われる。
- 点線リンク：点線リンクは、あらかじめ定義された意味を持たない。
- リンク番号：全てのリンクは詳述（エラボレーション）と固有な番号を持つ。
- 非分岐プロセス・セマンティックのため活性化セマンティック。
- 結合点（ジャンクション）：IDEF3における結合点は、プロセス分岐の論理を提供する。
- UOB分割：詳述は、プロセスについての詳細な知識を獲得し構造化する。
- UOB参照番号スキーマ：UOBボックスは、IDEF3プロセス記述における各UOBボックスに割当てられる。
- 部分的記述：UOBボックスはリンクによって結合される。IDEF3の記述獲得への焦点が故に、IDEF3図の他の一部とリンクすることなくUOBを理化することが可能である。
- 参照子（レファレント）：参照子は、付加的意味を提供し、そしてプロセス図とオブジェクト図の両方の構築を簡略化して（例えば、クラスターを最小化して）、理解を拡張する

### オブジェクト・スケマティック
IDEFは、オブジェクト中心プロセス情報の詳細を表すための構築ブロックを提供する。すなわち、どのように様々な種類のオブジェクトがプロセスを通して他の種類のものに変換され、あるいはどのように与えられたオブジェクトの種類がプロセスを通して状態を変化するかについての情報。
- オブジェクト：シャーシのように、ある種のオブジェクトは、適切なラベルを含む円で単純に表現される。
- オブジェクト状態：ある1つの状態にあるある種のオブジェクトは、その種自身と対応する状態、それによるタイプまたはクラス、またはその状態にあるオブジェクトを表現する、獲得したラベルを持つ円で表現されるであろう。
- オブジェクト図：複雑な表現の構築は、種類シンボルとオブジェクト状態シンボルから構築される。
- 遷移図：最初と最も基本の構築は、基本状態遷移図、あるいは単純に遷移図である。